# Hodina pravdy (film, 2002)
Hodina pravdy (v anglickém originále City by the Sea) je americký kriminální film z roku 2002. Režisérem filmu je Michael Caton-Jones. Hlavní role ve filmu ztvárnili Robert De Niro, Frances McDormandová, James Franco, Eliza Dushku a William Forsythe.

## Obsazení
| Robert De Niro       | Vincent LaMarca |
| Frances McDormandová | Michelle        |
| James Franco         | Joey LaMarca    |
| Eliza Dushku         | Gina            |
| William Forsythe     | Spyder          |
| George Dzundza       | Reg Duffy       |
| Patti LuPone         | Maggie          |
| Anson Mount          | Dave Simon      |
| John Doman           | Henderson       |
| Brian Tarantina      | Snake           |
| Drena De Niro        | Vanessa Hansen  |